# 더 나이트 하우스
더 나이트 하우스(The Night House)는 미국에서 제작된 데이빗 브룩크너 감독의 2021년 공포, 스릴러 영화이다. 레베카 홀 등이 주연으로 출연하였다.

## 출연

### 주연
- 레베카 홀
- 사라 골드버그
- 스테이시 마틴

### 조연
- 본디 커티스 홀
- 앨리 맥컬로크
- 에반 조니킷